# 2019年巴基斯坦火车起火事故
2019年巴基斯坦火车起火事故发生于2019年10月31日从巴基斯坦卡拉奇驶向拉瓦尔品第的火车上，事故起因是有乘客用炉具煮食时燃气罐发生爆炸。事故共造成至少75人死亡。

## 事故
事故发生于当地时间06:30（协调时01:30）从卡拉奇开往拉瓦尔品第的火车上，事故地点位于旁遮普省拉希姆亚尔汗县。据报道，两个燃气罐发生爆炸，并引发火灾，三节车厢被毁。一些乘客从行驶的火车上跳下，并因此遇难。火车在起火20分钟后才停下。一些火灾遇难者尚未识别身份，有待DNA检验。事故共造成至少74人死亡，43人受伤。在巴基斯坦的火车上使用燃气罐是违法行为，但这一规定通常被忽视。整列火车共载有933人，其中3节车厢的207人被事故波及。
现场派出了十辆消防车。巴基斯坦陸軍协助了救援行动，重伤者被送往巴哈瓦尔布尔和木爾坦的医院，相对轻伤者则被送往拉利亚夸特普（Liaquatpur）和拉希姆亞爾汗的医院并接受治疗。另一列火车被派往营救被困乘客，并带他们到拉瓦尔品第。几名幸存者驳回了燃气罐是原因的说法，声称火灾是由火车上的电气故障引起的。此次事故是巴基斯坦自造成100多人死亡的格特基（Ghotki）铁路事故以来的最严重的事故。

## 调查
巴基斯坦总理伊姆蘭·汗下令调查事故。